# Tomasz Kozak
Tomasz Kazimierz Kozak (ur. 1971) – polski artysta spekulatywny i teoretyk kultury, eksperymentujący z filmem animowanym, sztukami wizualnymi oraz literaturą. Twórca i analityk pojęcia „późna polskość”. Twórca pojęcia „kultura trawersująca”.

## Wykształcenie i praca naukowa
Absolwent Wydziału Malarstwa ASP w Warszawie (1997). W 2009 doktoryzował się na Uniwersytecie Marii Curie-Skłodowskiej w Lublinie na podstawie napisanej pod kierunkiem Piotra Lecha dysertacji „Mitologia romantyczna pod powierzchnią kulturowej kliszy. Analiza własnych eksperymentów z filmem found footage”. W 2020 habilitował się na Uniwersytecie Artystycznym im. Magdaleny Abakanowicz w Poznaniu. Od 2000 pracował na stanowisku adiunkta w Instytucie Sztuk Pięknych UMCS w Lublinie.

## Twórczość
Głównym obszarem zainteresowań Tomasza Kozaka są imaginaria społeczne wraz z tworzącymi je jednostkowymi i kolektywnymi wyobrażeniami oraz ideami. Ich reinterpretacja to domena i powinność sztuki „krytycznej”. Jego zdaniem sztuka, zwłaszcza krytyczna, próbuje opisywać i zmieniać mechanizmy, przy pomocy których nowoczesna kultura — w szczególności zaś późna nowoczesność — obrazuje i opisuje swą własną strukturę. Jak wskazuje Kozak, opis i transformację tej struktury umożliwiają tzw. „s(t)ymulacje”. Są to obrazy, słowa, pojęcia lub całe dyskursy — zarazem symulujące i stymulujące. Odzwierciedlają one — symulują — istniejący stan rzeczy (najczęściej konwencjonalną i represyjną architekturę wyobrażeń społecznych), a jednocześnie próbują projektować — symulować — możliwość dialektycznego przekształcenia tego stanu. W drugim przypadku symulacja niekiedy staje się stymulacją wywołującą wolnościowe zmiany w układach imaginariów społecznych. Zdaniem Kozaka, imaginaria te tworzą swoiste „rusztowania”, czyli najbardziej ogólne formy determinujące indywidualne i zbiorowe wyobrażenia o rzeczywistości. W związku z tym artysta formułuje postulat hermeneutyczny o charakterze oświeceniowo-emancypacyjnym: „Re/interpretacja rusztowań powinna być re/konstrukcją zmierzającą do ustanowienia jak najdogodniejszych warunków myślenia i życia dla narodów złożonych z ludzi oświeconych i wolnych”. Postulat Tomasza Kozaka brzmi „Re/interpretacji towarzyszyć powinna emancypacyjna re/dystrybucja energii sztuki, ożywiająca te modele racjonalności, które zostały spetryfikowane lub stłumione przez nowoczesność konwencjonalną”.
Namysł Kozaka nad późną nowoczesnością znalazł najpełniejszy jak dotąd wyraz w swoistej „powieści encyklopedycznej” (hybrydzie literatury pięknej i filozofii) pod tytułem Poroseidy. Fenomenologia Kultury Trawersującej (2017). Postulowana nowoczesność staje się tam tytułową „kulturą trawersującą”, tzn. takim myśleniem i działaniem (jednostkowym oraz zbiorowym), które rozwija się „w poprzek” schematów poznawczych, politycznych i estetycznych, jakie pojedynczym ludziom i całym społeczeństwom narzucają autorytarne instytucje kulturowe.
W esejach Prolegomena do późnej polskości (2009), Ku polskości trawersującej (2016), Późna polskość: pamięć nie/naturalnie trawersująca (2017) oraz w książce Akteon. Pornografia późnej polskości (2012) artysta bada takie epifenomeny nowoczesności jak „późna polskość” lub „polskość trawersująca”.
Oprócz esejów, Tomasz Kozak tworzy też filmy animowane (Czarna Burleska, 627 Romans Dżentelmena), projekty found footage (Klasztor Inversus, Lekcja Lucyferyczna, Lekcja Jogi, Flash of the New Flesh), instalacje multimedialne (Zmurzynienie. Ekshumacja pewnej metafory), projekty teatralno-filmowe (Akteon), a także murale (Polacy, jeszcze jeden wysiłek!) i obrazy sztalugowe (W kazamatach (piękna i elegancji), Nie żyje Polska).

## Projekty filmowe

### Filmy animowane
- 2000: Romans dżentelmena, 10 min.
- 1998: Opera Ocalenia
- 1996: Czarna Burleska, 5 min.

### Filmyfound footage
- 2003: Klasztor Inversus

## Wybrane wystawy
- 2006: Ekshumacja pewnej metafory, wyst. in. w ramach W samym centrum uwagi, cz VI, CSW Warszawa; Sacer (z A.M. Karczmarską), Otwarta Pracownia, Kraków;
- 2005: Boys, Bunkier Sztuki, Kraków; Ukryty skarb, Novotel, Warszawa; Miłość i demokracja, Stary Browar, Poznań;
- 2004: Akcja Równoległa, FGF Cieszyn; Za czerwonym horyzontem, CSW Warszawa; Warszawa-Moskwa 1900-2000, Galeria Zachęta, Warszawa;
- 2003: Wprowadź mnie do głębszych nocy, wyst. ind. CSW Warszawa.